# تسوروغا (فوكوي)
مدينة تسوروغا (بالإنجليزية: Tsuruga)‏ هي أحد المدن التابعة لمحافظة فوكوي. تأسست رسميًا في 01/04/1937. ويقدر عدد سكانها بـ 68188 نسمة حسب تقدير مكتب الإحصاء الياباني لعام 2012. تبلغ مساحة تسوروغا 250.75 كم2. بكثافة سكانية تبلغ 272 نسمة/كم2.

## المناخ
يظهر الجدول التالي التغييرات المناخية على مدار السنة لتسوروغا:
| البيانات المناخية لـتسوروغا       | البيانات المناخية لـتسوروغا | البيانات المناخية لـتسوروغا | البيانات المناخية لـتسوروغا | البيانات المناخية لـتسوروغا | البيانات المناخية لـتسوروغا | البيانات المناخية لـتسوروغا | البيانات المناخية لـتسوروغا | البيانات المناخية لـتسوروغا | البيانات المناخية لـتسوروغا | البيانات المناخية لـتسوروغا | البيانات المناخية لـتسوروغا | البيانات المناخية لـتسوروغا | البيانات المناخية لـتسوروغا |
| الشهر                             | يناير                       | فبراير                      | مارس                        | أبريل                       | مايو                        | يونيو                       | يوليو                       | أغسطس                       | سبتمبر                      | أكتوبر                      | نوفمبر                      | ديسمبر                      | المعدل السنوي               |
| --------------------------------- | --------------------------- | --------------------------- | --------------------------- | --------------------------- | --------------------------- | --------------------------- | --------------------------- | --------------------------- | --------------------------- | --------------------------- | --------------------------- | --------------------------- | --------------------------- |
| متوسط درجة الحرارة الكبرى °م (°ف) | 6.9 (44.4)                  | 7.2 (45.0)                  | 10.8 (51.4)                 | 17.2 (63.0)                 | 21.9 (71.4)                 | 25.0 (77.0)                 | 29.3 (84.7)                 | 31.1 (88.0)                 | 26.7 (80.1)                 | 21.2 (70.2)                 | 15.9 (60.6)                 | 10.3 (50.5)                 | 18.6 (65.5)                 |
| المتوسط اليومي °م (°ف)            | 3.9 (39.0)                  | 4.0 (39.2)                  | 6.9 (44.4)                  | 12.9 (55.2)                 | 17.5 (63.5)                 | 21.3 (70.3)                 | 25.5 (77.9)                 | 27.0 (80.6)                 | 22.7 (72.9)                 | 16.8 (62.2)                 | 11.8 (53.2)                 | 6.9 (44.4)                  | 14.8 (58.6)                 |
| متوسط درجة الحرارة الصغرى °م (°ف) | 1.0 (33.8)                  | 0.9 (33.6)                  | 3.0 (37.4)                  | 8.5 (47.3)                  | 13.2 (55.8)                 | 17.8 (64.0)                 | 22.3 (72.1)                 | 23.5 (74.3)                 | 19.2 (66.6)                 | 12.7 (54.9)                 | 7.7 (45.9)                  | 3.5 (38.3)                  | 11.1 (52.0)                 |
| الهطول مم (إنش)                   | 312.0 (12.28)               | 207.1 (8.15)                | 167.9 (6.61)                | 146.2 (5.76)                | 146.8 (5.78)                | 216.2 (8.51)                | 220.2 (8.67)                | 130.9 (5.15)                | 220.6 (8.69)                | 157.0 (6.18)                | 190.4 (7.50)                | 303.6 (11.95)               | 2٬418٫9 (95.23)             |
| متوسط تساقط الثلوج سم (إنش)       | 118 (46)                    | 92 (36)                     | 19 (7.5)                    | 0 (0)                       | 0 (0)                       | 0 (0)                       | 0 (0)                       | 0 (0)                       | 0 (0)                       | 0 (0)                       | 1 (0.4)                     | 34 (13)                     | 264 (102.9)                 |
| متوسط الرطوبة النسبية (%)         | 75                          | 73                          | 69                          | 68                          | 69                          | 75                          | 77                          | 74                          | 76                          | 73                          | 72                          | 73                          | 73                          |
| ساعات سطوع الشمس الشهرية          | 63.7                        | 72.1                        | 133.3                       | 162.9                       | 192.7                       | 144.2                       | 170.1                       | 205.3                       | 141.6                       | 147.5                       | 108.6                       | 75.9                        | 1٬617٫9                     |
| المصدر: NOAA (1961-1990)          |                             |                             |                             |                             |                             |                             |                             |                             |                             |                             |                             |                             |                             |